# Савршени круг
Савршени круг је босанскохерцеговачки филм из 1997. године.

## Радња
Након што му жена и дијете оду из ратног Сарајева, пјесник Хамза у свом стану проналази двојицу дјечака који су ушли у његов стан како би се склонили од граната. Један од њих је глувонијем и зове се Керим, а други, који је млађи је Адис. Дјечаци су остали без родитеља, те у немогућности да пронађе њихову родбину, Хамза их задржава код себе. Како дани пролазе, пјесник и дјеца науче живјети заједно, упознају се, заволе и почињу скупа сањати.
Пошто Хамза види многа страдања одлучује их извести из опкољеног Сарајева.

## Улоге
| Глумац                   | Улога         |
| ------------------------ | ------------- |
| Мустафа Надаревић        | Хамза         |
| Алмедин Лелета           | Адис          |
| Алмир Подгорица          | Керим         |
| Јосип Пејаковић          | Марко         |
| Јасна Диклић             | Госпођа       |
| Мирела Ламбић            | Миранда       |
| Љубица Лохајнер Жнидарић | Стара жена    |
| Амина Беговић            | Гордана       |
| Султана Омербеговић      | Ивана         |
| Заим Музаферија          | Асаф          |
| Мира Аврам               | Хамзина мајка |
| Божидар Буњевац          | Гробар        |
| Владо Јокановић          |               |
| Ведрана Божиновић        |               |
| Драган Маринковић        |               |
| Елвира Делалић           |               |
| Инес Фанчовић            | Бака          |
| Сабина Бамбур            |               |
| Јасена Хаџовић           |               |
| Михајло Мрваљевић        |               |
| Александар Шексан        |               |
| Фахрудин Омербеговић     |               |
| Бесим Муламухић          |               |
| Недим Ђухерић            |               |
| Ејла Бавчић              |               |
| Изудин Бајровић          |               |
| Хамед Каљанац            |               |
| Давор Јањић              |               |
| Перо Бурић               |               |
| Неџад Мулахусејновић     |               |
| Омер Муминовић           |               |
| Сеад Бејтовић            |               |

Остале улоге ▼
| Глумац               | Улога   |
| -------------------- | ------- |
| Сенад Басић          | Стражар |
| Рајмонд Брацо Ћешија |         |
| Мирсад Хуковић       |         |
| Енес Карић           |         |
| Адмир Гламочак       | Штака   |
| Младен Јеличић       |         |
| Ејуб Карамехмедовић  |         |
| Јасна Жалица         |         |
| Менсуд Арслановић    |         |
| Исмет Бајрамовић     |         |
| Исмет Бегташевић     |         |
| Душко Бугарин        |         |
| Кармела Цуреа        |         |
| Ахмед Хаџић          |         |
| Шукрија Ибричевић    |         |
| Исмир Јушко          |         |
| Дамир Кусеновић      |         |
| Живко Лазаревић      |         |
| Круно Митровић       |         |
| Мехмед Нало          |         |
| Саша Острогањац      |         |
| Ферид Палдум         |         |
| Фатима Подруг        |         |
| Рагиб Салан          |         |
| Харис Сарван         |         |
| Ведрана Шексан       |         |
| Вера Соко            |         |
| Един Трубић          |         |
| Ален Зухрић          |         |

## Награде
- Награда Франсоа Калаис — Кански филмски фестивал[3]
- Специјална награда жирија — Паришки филмски фестивал
- Награда публике — Филмски фестивал у Сент Луису (САД)
- Најбољи режисер — Адемир Кеновић - Међународни филмски фестивал у Токију[4]
- Награда ФИПРЕСЦИ — Филмски фестивал у Ваљадолиду (Шпанија)